# Максимович, Николай Иванович
Николай Иванович Максимович (1855—1928) — русский инженер-гидротехник, исследователь водного режима Днепра, проектировщик киевской гавани, профессор Киевского института народного хозяйства, архитектор. Тайный советник (1910). Главная публикация — двухтомное издание «Днепр и его бассейн» (Киев, 1901). Достижения Максимовича в гидрологии получили мировое признание.

## Биография
Родился в Киеве в марте 1855 года в семье профессора Киевской духовной академии Иоанна Петрович Максимовича.
Окончил Вторую киевскую гимназию и поступил в Санкт-Петербургский институт инженеров путей сообщения, который окончил в 1878 году.
Начал службу в Киевском округе путей сообщения — младший, затем старший прораб, инспектор судоходства; вскоре стал руководителем работ по улучшению состояния Днепра как судоходной артерии, в дальнейшем был начальником Управления внутренних водных путей и шоссейных дорог.
Максимович считается основателем научных гидрологических исследований Днепра и его бассейна. Он тщательно изучил водный режим Днепра и его притоков. В 1894 году, на Международном судоходном конгрессе в Гааге, сделал доклад на французском языке о своих наблюдениях. В 1900 году на Всемирной выставке в Париже за свои материалы по режиму Днепра возле Киева получил от жюри выставки золотую медаль. Главный его труд — двухтомное иллюстрированное издание: Днепр и его бассейн: История и гидрография реки. Современные материалы по гидрологии Днепра и его главнейших притоков. — Киев: Типография С. В. Кульженко, 1901. — (VIII+370+30) с.
В 1899 году совет Киевского политехнического института пригласил Максимовича преподавать курс внутренних водных сообщений, а через год его утвердили исполняющим обязанности профессора института на кафедре строительного искусства.
В 1902 году он получил назначение на должность начальника Варшавского округа путей сообщения; 14 апреля 1902 года был произведён в действительные статские советники.
С 1906 года был членом инженерного совета и управляющим внутренними водными путями в Центральном управлении Министерства путей сообщения.
В Киев вернулся в 1919 году. Поселился в бывшем доме матери в Гимназическом переулке (с 1921 года — улице Леонтовича, 6). Украинская Академия наук (УАН) избрала Н. И. Максимовича главой гидрологической секции. Одновременно он возобновил преподавание в Политехническом институт, а с 1922 года стал также профессором Киевского института народного хозяйства. Продолжал публиковать научные труды по гидротехнике.
В 1927 году указал в анкете, что является штатным заслуженным профессором, председателем Гидрологической секции при УАН, заведующим секцией водных путей Научно-исследовательского института водного хозяйства Украины; что может преподавать на русском и украинском языках, а на немецком и французском читает и пишет; что внепартийный, вдовец и имеет на иждивении — дочь (39 лет), вдова врача; внука (10 лет) и больного инвалида племянника (49 лет).
Умер 14 марта 1928 года, не дожив несколько недель до 50-летнего юбилея своей инженерно-научной и строительной деятельности, которая началась 18 августа 1878 года.

## Награды
- Орден Св. Станислава 3-й ст. (1884).
- Орден Св. Станислава 2-й ст. (1895).
- Орден Св. Анны 2-й ст. (1899).
- Орден Св. Владимира 3-й ст. (1905).
- Орден Св. Станислава 1-й ст. (1907)[2].
- Орден Св. Анны 1-й ст. (1914)[2].

- Прусский орден Короны 2-й ст. (1904).

## Семья
Был женат на дочери коммерции советника Н. Г. Хрякова, Марии (?—1907).